# سازمان حفاظت و اطلاعات قوه قضائیه
سازمان حفاظت و اطلاعات قوه قضائیه یکی از ارگان‌های مهم اطلاعاتی ایرانی است که در دی ۱۴۰۲ هجری شمسی کلیات و لوایح آن توسط مجلس شورای اسلامی ایران با ۱۸۲ رای موافق به تصویب رسید و به مرحله بررسی دوم از سوی شورای نگهبان رسید. این سازمان پس از انفجارهای کرمان برای افزایش قوای امنیتی به عنوان چهارمین سازمان اطلاعاتی ایران شروع به کار می‌کند. این سازمان همان‌طور که از نام آن مشهود است در وهله اول زیرنظر قوه قضائیه کار خواهد کرد و احتمالاً گزارش روزانه آن در اختیار رئیس قوه قضائیه ایران قرار می‌گیرد. در ادبیات سیاسی-امنیتی جمهوری اسلامی به سایر سازمان‌های اطلاعاتی غیر از وزارت اطلاعات (واجا)، سازمان‌های اطلاعاتی موازی می‌گویند، البته وظیفه سازمان حفاظت و اطلاعات قوه قضاییه صرفاً داخلی درون قوه قضاییه هست و شامل مسئولیت بین‌المللی و فرا نهادی مثل وزارت اطلاعات و سازمان اطلاعات سپاه نمی‌شود. همه کارکنان اطلاعاتی را سربازان گمنام امام زمان می‌نامند؛ این اصطلاح را روح‌الله خمینی در باب این افراد در طی یک سخنرانی مورخ ۱۶ تیر ۱۳۶۶ بیان کرد.

## بررسی کلی
نمایندگان مجلس شورای اسلامی با کلیات طرح تأسیس سازمان حفاظت و اطلاعات قوه قضاییه به صورت دوشوری موافقت کردند.در جلسه علنی روز یکشنبه (۱۷ دی ماه) مجلس شورای اسلامی، گزارش کمیسیون امنیت ملی و سیاست خارجی دربارهٔ طرح تأسیس سازمان حفاظت و اطلاعات قوه قضاییه در دستور کار قرار گرفت و کلیات این طرح با ۱۸۴ رای موافق، ۲۹ رای مخالف و ۶ رای ممتنع از ۲۲۹ نماینده حاضر در مجلس به صورت دوشوری به تصویب نمایندگان رسید. طبق آیین‌نامه داخلی مجلس، زمانی که طرح یا لایحه‌ای مطرح می‌شود، ابتدا کلیات آن توسط موافقان و مخالفان مورد بررسی قرار می‌گیرد و اگر کلیات آن طرح یا لایحه تأیید شد، پس از آن جزئیات مورد ارزیابی قرار می‌گیرد که اصطلاحاً به آن شور دوم گفته می‌شود.
در این مرحله در کمیسیون مربوطه پس از ارائه پیشنهادها و نظرات مختلف و اعمال تغییرات مورد نظر، رای‌گیری انجام گرفته و در صورت تأیید، در اختیار شورای نگهبان برای بررسی و تصویب نهایی قرار می‌گیرد. پیش از رای‌گیری، حسن محمدیاری در موافقت با این طرح گفت: ضرورت حفاظت و صیانت از قضات و کارکنان قضایی بر کسی پوشیده نیست. دوستانی که در مخالفت با این طرح صحبت کردند اطلاعات جامعی از جمعیت قضایی کشور ندارند. در حالی که برای کشف جرم در داخل مجموعه یا خارج از مجموعه دستگاه قضایی لازم است سازوکاری تهیه شود تا از نیروهای خودی صیانت شود. نماینده مردم تالش در مجلس با تأکید بر اینکه وجود حفاظت اطلاعات مستقل که بتواند این نظارت را تشدید کند ضروری است، بیان داشت: از طرفی با توجه به اینکه دستگاه قضایی محلی برای تظلم خواهی است، اگر به این موضوع رسیدگی نشود، سبب یاس و ناامیدی خواهد شد. چرا که رسیدگی عادلانه ضروری است. بر همین اساس نیاز است نمایندگان مجلس شورای اسلامی نسبت به تصویب این طرح اقدام کنند. حجت الاسلام علیرضا سلیمی در مخالفت با این طرح ابتدا در اخطاری گفت: این طرح بار مالی دارد و طبق اصل ۷۵ قانون اساسی قابل طرح نیست. البته اگر دولت بار مالی آن را قبول می‌کند که در ادامه موافقان و مخالفان صحبت کنند در غیر این صورت امکان طرح آن وجود ندارد. محمدباقر قالیباف نیز در پاسخ به تذکر سلیمی توضیح داد: در سقف و سرفصل بودجه قوه قضاییه به این موضوع اشاره شده که در این باره رئیس قوه قضاییه تصمیم می‌گیرد. البته اشکالاتی به این طرح وارد است که بر اساس آیین‌نامه با اعضای هیئت رئیسه صحبت شد مبنی بر اینکه کلیات آن تصویب شود و در ادامه به صورت دو شوری این طرح به کمیسیون ارجاع شود. رئیس مجلس شورای اسلامی افزود: موضوعات محتوایی در این بخش وجود دارد که باید همه دستگاهها در این باره اظهار نظر کنند. بر همین اساس اخطار را وارد نمی‌دانم. در ادامه سلیمی در خصوص مخالفت خود توضیح داد: در این طرح موضوع حفاظت اطلاعات قوه قضاییه را قبول دارم ولی آیا قرار است این سازمان جدید موازی با سازمان حفاظت اطلاعات اقداماتی انجام دهد. به عبارتی باید استدلال‌هایی که در این باره مطرح است قوی باشد. او افزود:موارد فراوانی در این طرح عنوان شد به خصوص در ماده ۳ و ۴ که بار مالی دارد و در دیگر بخشها از نظر محتوا دچار اشکالاتی است.